# Szalvinorin A
A szalvinorin A Dél-Mexikóban őshonos látnokzsálya (Salvia divinorum) erősen hallucinogén hatású, kémiailag diterpén szerkezetű, pszichoaktív hatóanyaga. Magyarországon a szalvinorin A a kábítószerekkel egy kategóriába eső, törvényileg tiltott szer.

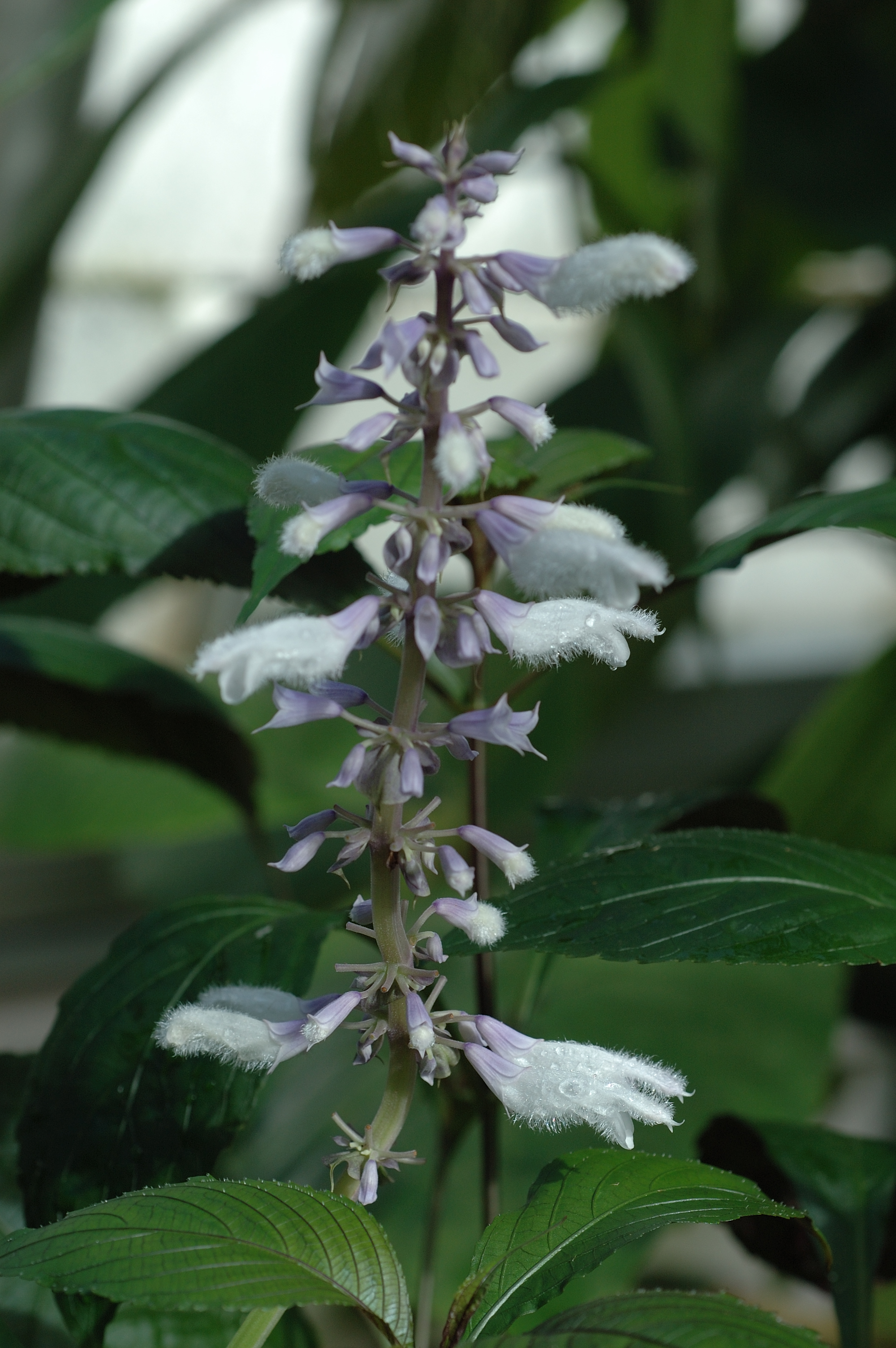
A látnokzsálya (Salvia divinorum) virágzó hajtásvége

## A látnokok virága – történeti háttér
A Dél-Mexikóban őshonos, 1 métert meghaladó magas kórójú, lágyszárú, 2 centiméteres kék virággal rendelkező Salvia divinorumot, a „látnokok virágát” 1939-ben dokumentálták először, de – botanikai szempontból meglehetősen későn – csak 1962-ben írták le.
1962-ben két etnofarmakológus, Albert Hofmann és R. Gordon Wasson indított expedíciót a korábban dokumentált növény begyűjtésére, azonosítására és nem utolsósorban a benne található hallucinogén anyagok elemzésére. Mexikóban, az Oaxaca tartományban élő mazaték indiánok évezredek óta ismerték, használták már a hallucinogén anyagot – a szalvinorint – tartalmazó növényt, amelyet az őslakók a lehetőségeikhez mérten sokáig próbáltak titkolni, elrejteni a hódítók, az idegenek elől. Meggyőződésük szerint a hallucinogén hatású növényeket használva a sámánszertartások során kapcsolatot teremthetnek a szellemvilágukkal gyógyítás vagy jövendölés céljából. Úgy hitték, hogy a látnokzsályával kiváltott misztikus hallucinációs élményeken keresztül hozzáférhetnek az egyébként emberek számára elérhetetlen természetfeletti titkokhoz, vagy a szer hatása alatt természetfeletti erőkkel, illetve isteneikkel léphetnek érintkezésbe. A mazaték őslakók misztikus célú szerhasználata általában 5-80 zsályalevél folyamatos rágásából állt, órákon keresztül. A növény hatóanyaga a száj nyálkahártyáján keresztül szívódik fel. Az indiánok a látnokzsályát az istenek és az emberek közötti összekötő kapocsnak tartották, és csak akkor használták, amikor a közösségük bajba került.

## A szalvinorin kémiája

A szalvinorin A szerkezeti képlete

A szalvinorin fitokémiailag terpenoid, másodlagos anyagcseretermék, tehát olyan szerves vegyület, amely közvetlenül nem játszik szerepet az anyanövény növekedésében, fejlődésében, vagy a szaporodásában.
Kémiai szerkezetét tekintve a heterociklusos vegyületek közé tartozó, lakton és furán gyűrűt tartalmazó diterpén. Az anyanövény hatóanyagának farmakológiai vizsgálata során a molekulán több kémiai módosítást is végeztek. A félszintetikusan – majd később teljes szintézissel – létrehozott új vegyületeket az ABC betűivel látták el, melynek sorában a látnokzsálya eredeti hatóanyaga szalvinorin A elnevezéssel került be a farmakognózia szakirodalmába.
A terpenoid szerkezetű szalvinorin elsődleges támadáspontja az opioid receptorokon található, amely farmakológiai aspektusból vizsgálva nagyon szokatlan, mivel az opioid receptorokon hatást kifejtő anyagok jellemzően mind alkaloidok.

## A szalvinorin farmakológiai hatásai
A szalvinorin A, illetve annak származékai Magyarországon és a legtöbb országban nem engedélyezett gyógyszerhatóanyagok, ezért klinikai használatban nem fordulnak elő. Emiatt kevés a megbízható és tudományosan megalapozott, embereken végzett hatástani leírás a szerrel kapcsolatban. Tudományos szempontból megkérdőjelezhető módon a szalvinorin hatásairól az önkísérletező szerhasználók beszámolói alapján összeállított információkat elemezték és publikálták a szakértők. Az internet adta lehetőségeket kihasználva a szakembereknek lehetőségük van a YouTube-ra feltöltött több száz videó elemzésére. Ezek a hatástani elemzések – amelyeken fiatalok próbálják ki a szert – etikailag és szakmailag is megkérdőjelezhetők ugyan, de eddig más, ezeknél elfogadhatóbb vizsgálatok még nem, vagy csak korlátozott számban születtek. A mai napig alig van szakmai értelemben megbízható, kontrollált, embereken végzett pszichofarmakológiai vizsgálat.
Ezzel szemben a szer hatásmechanizmusát, toxikológiáját, a szer farmakokinetikai paramétereit vizsgáló állatkísérleti eredményeket szép számban publikáltak. A probléma az állatkísérletekkel az, hogy a szalvinorin A meghatározó hatása emberen a gyorsan kialakuló hallucináció, amelyet kísérleti állatokon nehéz értelmezni.
A szalvinorin a tápcsatornában – elsősorban a savas kémhatású gyomornedvben – gyorsan elbomlik, ezért a szervezetbe juttatása parenterális módon történhet. A látnokzsályát ősidők óta használó mazaték indiánok a levelek órákon át történő rágásával, szopogatásával érik el a kívánt hatást. A szájnyálkahártyán jól felszívódó anyagnak a hatása elhúzódó, szelíd. A szerélvezők körében a pipában történő elszívás gyakoribb, melynek hatása drasztikus, gyors, még a „rutinosabb” szerhasználókat is sokkolja. A megrázó hatásról beszámoló szerhasználók gyakran mondanak le a szer további használatáról. Sokak számára a negatív élmények miatt a szalvinorin csak egyszer használatos szer.
A természetes alapú (tehát növényi eredetű) hallucinogének között az egyik legerősebb hatású szerként nyilvántartott hallucinogén, amely rendkívül kis mennyiségben is képes hallucinációs élményt kiváltani. Az intenzív és megrázó hallucinációs hatás általában 10-15 percig tart, amely alatt a szerhasználók legtöbbször lefekszenek és önmagukba fordulva, befelé figyelnek. A hatékony egyszeri alkalmazású dózisa (inhalálva) 0,2-1 mg tartományban fejti ki a hallucinációs hatást. A szer mennyiségének minimális növelése drámai módon növeli a hallucináció erősségét, amely már a szer elszívása közben vagy rögtön utána gyorsan bekövetkezik.
Hallucináció alatt a neurobiológia azt az állapotot érti, amelyben az emberi agy külső ingerek nélkül tudatosít érzeteket, mintha azok az érzékszervekből származnának. A hallucinációban az ember bármelyik érzékszerve szerepet játszhat (ízlelés, tapintás, hallás, látás, egyensúly-érzékelés) akár komplex (álomszerű) események formájában tudatosítva azokat. Az orvostudomány megkülönböztet valódi- és ál-hallucinációt. Ha a hallucináló személy meg van győződve arról, hogy az állapot valós, és az érzékelt ingerek valódiak, akkor valódi hallucinációról beszél a szaktudomány. Ha a vizsgálati alany tudatában van annak, hogy az általa érzékelt dolgok tulajdonképpen a szer hatására létrejött hamis érzetek kavalkádja, amelyek a szer lebomlása után megszűnnek, akkor ál-hallucinációról beszélünk.
Az ismert hallucinogén anyagok – ritka kivételtől eltekintve – ál-hallucinációt váltanak ki a szerhasználóban. A szalvinorin A ezen kivételes anyagok egyike, vagyis a fellépő hallucinációk különösen valóságosnak és meggyőzőnek hatnak a szerhasználó számára, és feltehetően ezzel is magyarázható a szer igen erőteljes hatása. A klasszikus hallucinogénektől eltérően a szalvinorin pszichés/tudati hatása alatt annak átélője teljesen elveszti a realitásérzékét, önkontrollját, nincs tisztában azzal, hogy a szer hatása alatt hallucinál. Jellemzően nem emlékszik arra, hogy valamilyen pszichoaktív szert fogyasztott és az élményeket valóságként éli meg. A szer hatásának elmúltával a látottakat nehezen tudja felidézni. Általában a hallucinációs élmény mellett a szalvinorin nem hoz létre eufóriát.

## A szalvinorin toxikológiája és veszélyei
A szalvinorin A toxicitását vizsgáló hosszú és rövid távú (krónikus és akut) kísérletek – amelyek állatkísérleteken alapulnak – lényegi szövet- és szervkárosodást nem mutattak. A krónikus kezelések után nem találtak káros hatást rágcsálókban. A humán toxikológiai vizsgálatok száma nagyon szegényes, az azokban résztvevő önkéntes alanyok száma alig elegendő egy tudományos igényt kielégítő és átfogó tanulmányhoz. A szalvinorin A alkalmazása után az egy hónapos utánkövetési időtartamban nem tapasztaltak említésre méltó toxikus hatást a humán kísérletekben.
A szerrel kapcsolatos túladagolásról ezeddig nem lelhető fel tudományos igénnyel megírt publikáció. Ezzel kapcsolatban általánosan elfogadott nézet, hogy a két szokványos beviteli mód (rágás és inhalálás) viszonylag lassú szerbevitelt jelent, de a szalvinorin esetében a hallucinációs hatás nagyon gyorsan létrejön. A brutális és gyors hatás azonnal ledönti a lábáról az abúzust folytató személyt, ami gyakorlatilag lehetetlenné teszi a szer túladagolását.
A szer hatáselemzése kapcsán több szerző is említést tesz a potenciális veszélyről, miszerint a szalvinorin abúzusa közben a szerhasználók nincsenek annak tudatában, hogy a hallucinációk nem valós jelenségek, ezért szerélvezet közben gyakran meggondolatlan cselekedeteket tesznek, felugranak és „belerohannak” a világba. A valós világgal, környezetükkel megszűnik a tudati kapcsolatuk, ezért ön- és közveszélyesek, könnyen szenvedhetnek vagy okoznak halálos kimenetelű baleseteket.

## Potenciális terápiás lehetőségek
A hallucinogén anyagokat a modern klinikai gyakorlatban nem használják. Ezekben a szerekben azonban van potenciális terápiás lehetőség, és ez alól – a többi hallucinogén anyagtól eltérő hatásmechanizmusú – szalvinorin sem kivétel. Az eddig lefolytatott, nagyon kis számú humán farmakológiai vizsgálat alapján a szalvinorin A a jövőben szóba jöhet a fájdalomcsillapítás vagy egyes gyomor-bélrendszeri panaszok kezelésében. Különösen bizakodóak a szakemberek abban, hogy a szalvinorin félszintetikus származékai depresszió, hangulat- és személyiségzavarok, epilepszia kezelésére is alkalmasak lesznek. Az utóbbi időben a szakemberek körében nagy figyelmet kaptak azok a törekvések, miszerint egyes szenvedélybetegségek (ópiát-függőség, alkoholizmus, kokain-függőség) gyógyítására a szalvinorin-származékok szóba jöhetnek.

## A szalvinorin jogi státusza
A szalvitorin A hazai besorolása eltér a nemzetközi besorolástól. Magyarországon a 2005. évi XCV. törvény alapján a szalvinorin A használata kizárólag tudományos kutatási célra engedélyezett, tehát még gyógyászati célú alkalmazása is tiltott. Továbbá a szer minden más célú használata is illegális. A törvény megfogalmazásában a szalvinorin A a kábítószerekkel egy kategória alá eső, veszélyes pszichotróp anyagnak minősül.